# Ataúdes de cerámica antropoides
Los ataúdes de cerámica antropoide de la Baja Edad de Bronce son una práctica funeraria única que es una síntesis de las ideologías de la cultura egipcia y del Cercano Oriente. Los ataúdes datan de los siglos XIV al X a. C. y se han encontrado en Deir al-Balah, Beit She'an, Laquis, Tell el-Far'ah, Sahab, y más recientemente en el Valle de Jezreel en 2013. Los ataúdes muestran la influencia egipcia en el Cercano Oriente y exhiben muchas cualidades egipcias en las representaciones de las máscaras faciales sobre los párpados. Las tapas son de dos categorías artísticas, la natural y la grotesca, y los cuerpos se separan en tipo A, ajustados sobre los hombros, y tipo B, cilíndrico. Las tumbas contienen ricas ofrendas funerarias de diversos orígenes procedentes de Chipre, Micenas, Egipto, Fenicia y Canaán. Las tumbas parecen estar originalmente reservadas para los funcionarios egipcios y más tarde se convirtieron en parte de la cultura de Canaán y los filisteos.

## Historia
Se cree que los ataúdes de arcilla antropoide fueron producto de la Primera Dinastía de Egipto que se diseminaron gradualmente a otras regiones y pueblos. Hay cierto desacuerdo entre los estudiosos sobre las asociaciones sociales y económicas de esta forma de entierro, que también varían según el sitio.
Las diversas formas utilizadas originalmente por los egipcios pueden describirse como inhumaciones, ataúdes de arcilla y tumbas con escaleras y bóvedas. Típicamente, las tumbas que utilizaban la construcción abovedada contenían cuerpos en ataúdes de madera, que eran más valiosos que sus contrapartes de arcilla, así como artículos de lujo e incluso sacrificios humanos. Los ataúdes de arcilla se asocian a menudo con las tumbas más pobres de la sociedad egipcia, aunque no siempre en el Levante mediterráneo. Notablemente, Egipto continuó desarrollando nuevos métodos de entierro mientras que Sumer se «estancó».
En 1929 George Horsfield, que era el director de Antigüedades del Emirato de Transjordania, se enteró de una tumba situada cerca de la ciudad de Sahab. Lo notificó a W.F. Albright, quien visitó personalmente el sitio. Describe la tumba como «una cisterna» que está situada en una colina. Señala que la escritura que se encuentra aquí no tiene identificación conocida, siendo diferente tanto pde las semíticas como del árabe. Albright describe sus hallazgos en esta tumba como similares a los hallazgos en Beit She'an y Tell el-Far'ah, examinados por Rowe y Petrie respectivamente. Los objetos encontrados aquí contrastan fuertemente con los encontrados en las tumbas cananeas y están más estrechamente asociados con los filisteos. En general, los hallazgos sugieren una fecha entre los siglos XI y XII para la creación de estas tumbas.
En Egipto, Petrie descubrió varios enterramientos cerca de Tell Nabasha en 1885. Como resultado de la cerámica que localizó aquí, describió las tumbas como chipriotas y sugirió que eran del siglo V al VII a. C. En Tell el-Yahuidiyeh en 1888, Naville descubrió varias tumbas en túmulos. Describió la cerámica que encontró como chipriota porque pensó que era similar a los hallazgos de Petrie. Sin embargo, en realidad era Palestina en origen. Un escarabajo encontrado en este sitio data de los siglos XI-XII. Algunos han sugerido que los filisteos influyeron en el desarrollo de estos sitios, sin embargo es más probable que sean el resultado de la influencia egipcia.
En 1973, Trude Dothan describió los recientes hallazgos en el cementerio de Deir al-Balah en Canaán. Los artículos encontrados aquí provienen de una variedad de fuentes. Sin embargo, hay evidencia de una fuerte influencia egipcia en los artículos locales, así como en los artículos importados de Egipto. Este es el primer sitio con ataúdes antropoides de Canaán. Se especula sobre la fuente del desarrollo de ataúdes antropoides en este sitio, pero Dothan cree que la fuente es más probable que sea egipcia que filistea. Los artículos aquí datan de los siglos XI-XIII.

## Los ataúdes
En un cementerio al sur de Deir al-Balah se encontraron ataúdes antropoides cuando los lugareños estaban reclamando las dunas de arena. Los ataúdes se encontraron entre unos pocos entierros sencillos y cuando se desenterraron parecían estar en perfectas condiciones, pero en realidad se mantenían unidos por la arena que había llenado las grietas y que sostenía el marco del ataúd por la presión externa. En la antigüedad muchos ataúdes habían sido presa de ladrones de tumbas. Estos ataúdes saqueados, a pesar de haber sido sustraídos sus objetos de valor, siguen teniendo una gran importancia. El examen de los ataúdes mismos demuestra ser de gran valor.
En tiempos pasados, al final del Periodo Predinástico y durante la Primera Dinastía de UR y Egipto, los ataúdes de arcilla eran imitaciones de los de madera ornamental. Aunque se encuentran más comúnmente en tumbas individuales, en Tell el-Yahudiyeh había muchos ataúdes colocados uno al lado del otro en filas. Estos ataúdes estaban pintados y no se mencionan comúnmente los ataúdes pintados.

### Cerámica
Para la construcción de estos ataúdes se utilizó arcilla local. Debido a su gran longitud, circunferencia y peso, parece que la construcción se realizara cerca. Desplazarlos a grandes distancias no habría sido factible, ya que la arcilla pesada habría sido frágil. El material que compone la arcilla tiene muchas impurezas; en los fragmentos se pueden encontrar rocas, arena, fragmentos de vasos y paja. Las inconsistencias en las propiedades de la arcilla no habrían sido perjudiciales para la estabilidad del ataúd, de hecho habría ayudado a la estructura. Las rocas, la arena, la arenilla y los fragmentos rotos de la arcilla habrían permitido una menor tensión en la forma mientras se estaba secando. Esta arcilla más fuerte habría hecho que la superficie requiriera una mayor atención de alisado.

### Técnica de construcción
Los ataúdes se construían en  rollos; esta técnica se hace con grandes cantidades de arcilla formada en rollos y luego se colocan en capas unas sobre otras con agua o engobe, para actuar como aglutinante entre las capas. Al enrollar y formar la estructura, los objetos grandes pueden ser construidos en etapas. De esta manera las secciones inferiores se dejan secar para ayudar en la adición continua de arcilla. Se estrechaban en uno o ambos extremos. Hay evidencia de que las tapas fueron cortadas después de la construcción inicial para ser trabajadas de nuevo y moldeadas; esto se haría en la etapa cuando la arcilla estaba firme pero todavía maleable. Los rasgos faciales tienden a ser formados moldeando con la arcilla la parte de la tapa formada, aunque en las tapas del estilo grotesco se aplicaba más arcilla en la superficie.
Se prestaba especial atención a los párpados, y en segundo lugar al exterior del ataúd, que se alisaba y se comprimía de nuevo. Por último, el interior se dejaba áspero e indefinido, con los rollos. A veces se pueden encontrar asas a lo largo de los lados de los ataúdes, usadas para transportar, y eran adaptadas y moldeadas para representar los rasgos faciales en las tapas. Las asas parecen ser una de las variaciones locales que se usaban en los ataúdes; se encuentran en Transjordania y Beit She'an. Las formaciones de los brazos esculpidos finamente a lo largo del borde de la tapa son una representación conceptual y en la mayoría de los ataúdes no están excesivamente definidas. Hay ejemplos de jeroglíficos pintados o escritos en el exterior de los ataúdes, aunque suelen estar toscamente representados.

### Completación y cocción
Las tapas de los ataúdes están más a menudo en mejor estado que los cuerpos principales. Los ataúdes encontrados en la Tumba 116 en Deir al-Balah tienen las tapas casi intactas, mientras que el cuerpo del ataúd, al ser frágil, se rompió fácilmente en la excavación. La estabilidad de la arcilla está determinada por la forma en que fue tratada y por la forma en que ha sido cocida. Las piezas de cerámica más duraderas se cocieron a una temperatura más alta, lo que permitía que la arcilla se deshidratara y evaporara toda el agua que se mezcló en ella para crear un material maleable con el que se podía hacer artesanía y moldearla. Con las máscaras faciales más pequeñas, donde se dedicó más tiempo a esculpirlas, moldearlas y tallar los rasgos, se ha tuvo más cuidado para asegurar su durabilidad. «Los ataúdes se cocinaban en un fuego abierto a baja temperatura, lo que explicaría el material a veces desmenuzado y moteado».

### Tapas de las caras
Las tapas de las caras se dividen en dos categorías, naturalistas o grotescas.

#### Naturalistas

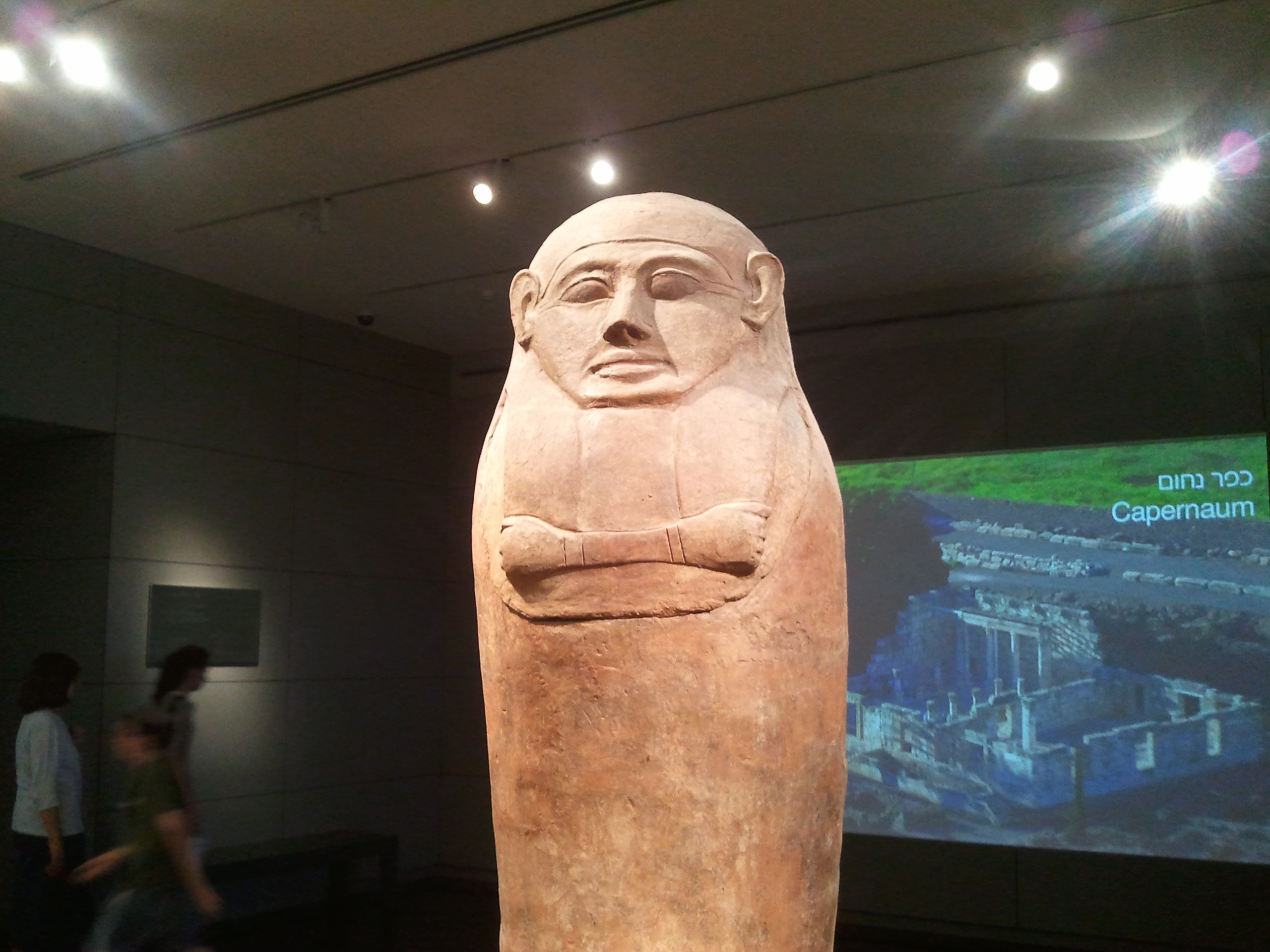
Ataúd de arcilla antropoide con tapa frontal y brazos cruzados. Un ejemplo de tapa naturalista.

Las tapas de los ataúdes naturalistas tienen una cara claramente visible.
Los ataúdes de estilo naturalista tienen cabezas y rasgos faciales bien definidos. Estos ataúdes eran a menudo moldeados en relieve y tienen grandes rasgos egipcios, es decir, ojos en forma de almendra, cejas arqueadas, nariz recta y labios carnosos. El cabello o las pelucas tendían a ser moldeados de manera menos pronunciada. Las tapas de la cara en los ataúdes se moldeaban por separado y se reemplazaban más tarde en el ataúd; la forma de los orificios de los tapas también tenían en cuenta la internación de los cuerpos y eran lo suficientemente grandes para este propósito. Los rasgos distintivos son la frente alta y curvada, las cejas y los párpados arqueados, la nariz amplia y respingona con las fosas nasales profundamente dentadas, las mejillas regordetas y el mentón sobresaliente. Planos anchos y líneas consistentes completaban la cara. Los brazos son a menudo delgado, cruzados o sosteniendo objetos como flores de loto. Las formaciones de los brazos esculpidos finamente a lo largo de los bordes de la tapa son una representación conceptual y en la mayoría de los ataúdes no están excesivamente definidos.

#### Grotescas

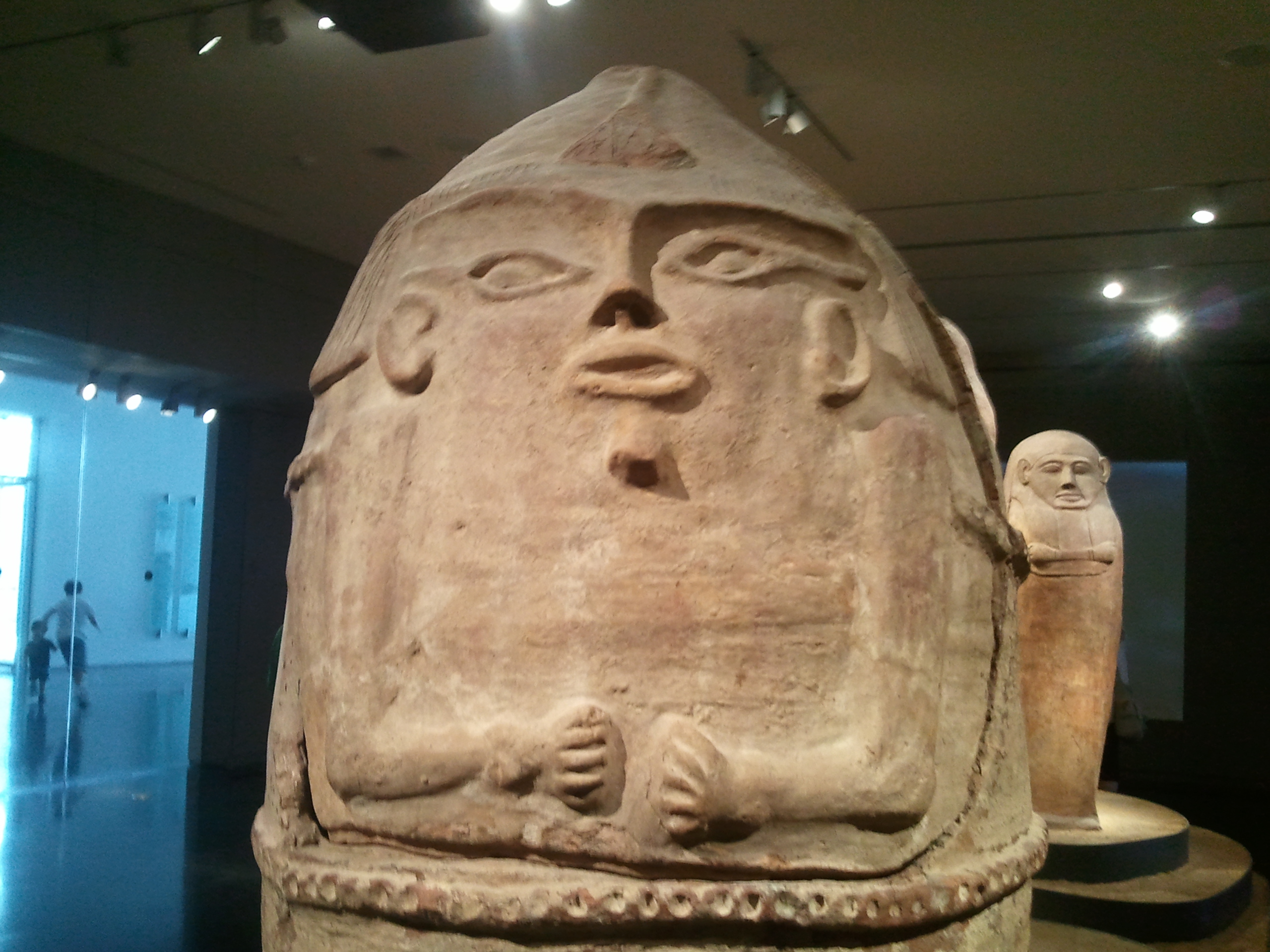
Ataúd de arcilla antropoide con tapa frontal y brazos cruzados. Un ejemplo de una tapa grotesca.

Las tapas de los ataúdes grotescos no tienen contornos faciales delineados.
Los ataúdes de estilo grotesco tienen ojos, cejas, nariz, boca, orejas y barba que se han aplicado por separado a la arcilla dura del cuero. Esto se puede hacer con un enrollado y rayado que une dos piezas separadas de arcilla. «El hecho de que la tapa sea la cara da un efecto un tanto extraño y caricaturesco». Las grotescas tapas están asociadas con los últimos ataúdes de los siglos XI-X a. C. y las prácticas de construcción de los filisteos.

### Tipos de ataúdes
Tipológicamente los ataúdes se han dividido en dos grupos de acuerdo con el contorno de las tapas y los ataúdes. Los grupos son:

#### Grupo A
Este estilo es la forma dominante en Deir al-Balah, tiene forma de momia con cabeza y hombros delineados en varias proporciones y siluetas. La forma sigue el concepto tradicional de los ataúdes antropoides de la cultura egipcia.

#### Grupo B
Los ataúdes cilíndricos o del grupo B tienen la cabeza y los hombros sin delinear. A veces hay una abertura redonda en la parte superior de la cabeza con un borde moldeado pithos, lo que puede parecer la abertura de un jarrón. En este estilo también puede haber una abertura redonda en la base. La parte inferior de ambos pies está contorneada. La tapa es pequeña en proporción al ataúd.

### Similitudes egipcias
Hay muchas similitudes con las sepulturas egipcios y la iconografía encontrada en los ataúdes de arcilla del Cercano Oriente.
 Ataúdes con tapa para la cara de los egipcios pobres.  se han datado en las dinastías XVIII y XIX (ca. 1575-1200 a. C.) Flores de loto talladas en máscaras de cabeza como símbolo de renacimiento. Los rasgos del rostro son visiblemente egipcios, la forma oblicua de los ojos, las cejas arqueadas y la representación de los cabellos y las pelucas son lo más notable. Los ataúdes romanos, de un período posterior al de los ataúdes del Cercano Oriente, son pobres imitaciones de loza. Tanto los ataúdes del Cercano Oriente como los de los romanos son imitaciones de los ataúdes de estilo egipcio con rasgos individuales característicos de las regiones en las que fueron elaborados.

## Sepulturas
Había sepulturas que contenían ataúdes de cerámica antropoide excavados en los sitios de Deir al-Balah y Beit She'an predominantemente, sin embargo se encontraron ataúdes en menor número en Laquis, Tell el-Far'ah, Sahab, y el Valle de Jezreel. Muchos de los ataúdes de cerámica antropoide excavados en Deir al-Balah fueron enterrados en contextos rituales similares que datan de los siglos XIV-XI a. C. Los ataúdes se cortaban en un cimiento de kurkar (arenisca) o hamrah (arena roja) y se forraban con piedras bastas y se orientaban hacia el oeste.  Los ataúdes de Deir al-Balah estaban marcados con grandes pithoi en la cabecera de la sepultura con jarras de cazoletas en el interior y cuencos en la parte superior que servían de tapas; estos depósitos servían como marcadores de la tumba. En Deir al-Balah los ataúdes contenían más de un individuo y en algunos casos hasta cuatro personas. En Beth Shean los ataúdes se colocaron en tumbas excavadas en la roca, también orientadas al oeste, del mismo período que Deir al-Balah. El cementerio norteño de Beit She'an contenía unos cincuenta ataúdes con las tapas que sobrevivieron.  Estas tumbas habían sido profanadas en la antigüedad y la cantidad de información que quedaba era escasa. Los ataúdes de Beth Shean eran únicos y estaban adornados con tocados, lo que algunos han sugerido que significa que son de origen filisteo. En Lachishy Tell el-Far'ah las tumbas excavadas en la roca que se han encontrado allí y que contienen ataúdes de cerámica antropoide, datan de un período posterior, entre los siglos XII y X a. C., y se asocian en su mayoría con ofrendas filisteas.

## Ofrendas

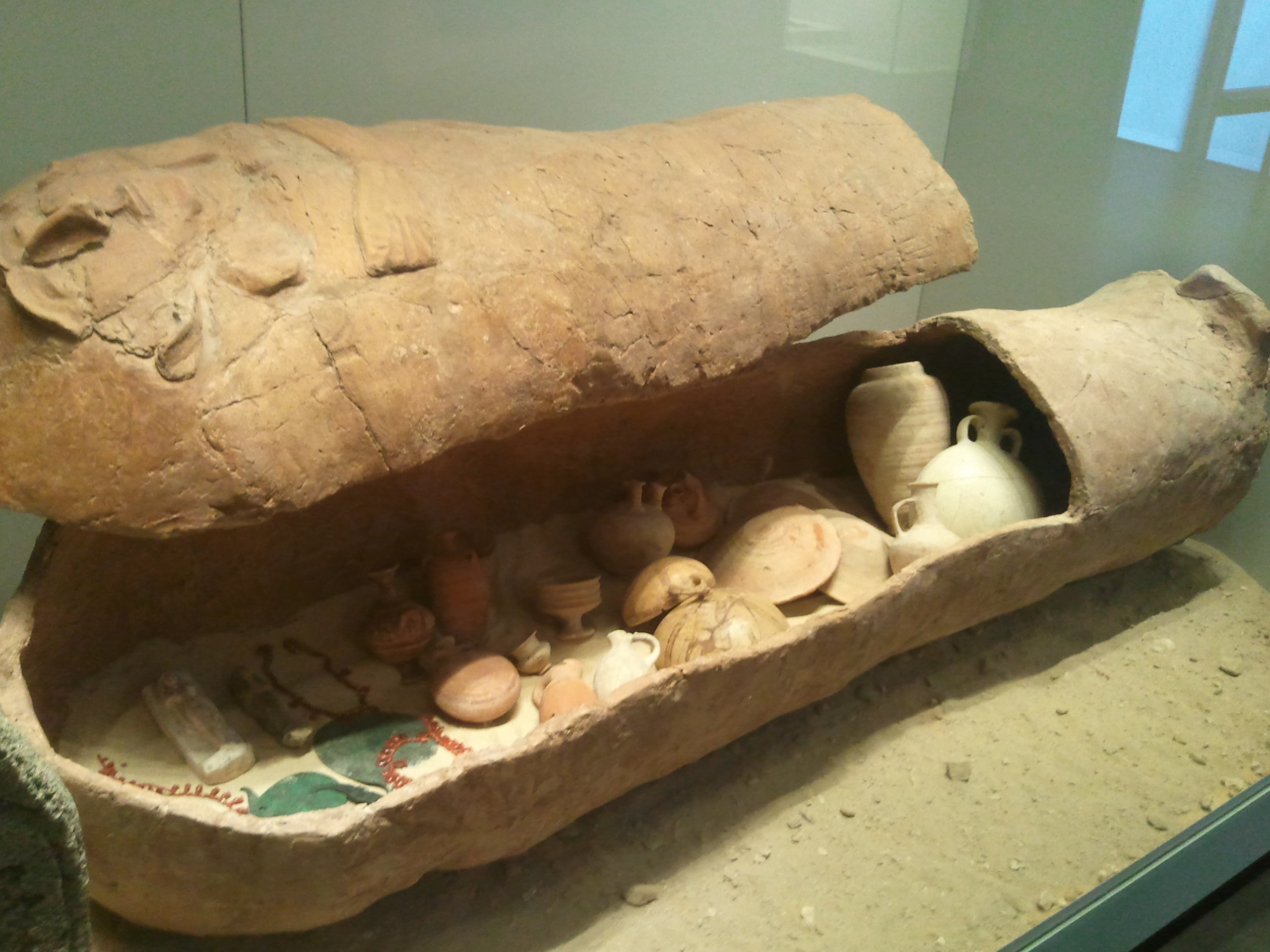
Interior de un Ataúd antropoide de arcilla, vasijas de cerámica.

Estas tumbas estaban asociadas con una gran variedad de ofrendas funerarias costosas. Las ofrendas consisten en cerámica, bronces y joyas de metales preciosos y piedras preciosas. En ellas se encuentran una amplia gama de ofrendas de cerámica, como por ejemplo, cerámica chipriota, cananea, egipcia, micénica y filistea.  La cerámica se puede separar en dos categorías, la que se encuentra "dentro del ataúd" y la que se encuentra "fuera del ataúd". La cerámica que se encuentra fuera del ataúd es más grande y de una variedad más utilitaria, como las jarras de almacenamiento, pithoi, las jarras de estribo y las ollas de cocina. La cerámica que se encuentra dentro de los ataúdes es más pequeña y de mayor calidad, como los cuencos de leche chipriotas, las copas de alabastro egipcias, los frascos de peregrino y las jarras. Los primeros enterramientos (siglos XIV-X a. C.) se asociaron con cerámica y hallazgos de mayor influencia egipcia, mientras que los posteriores (siglos XII-X a. C.) se asociaron con la cultura filistea.
Las herramientas e instrumentos de bronce eran otra ofrenda funeraria común asociada a los ataúdes de cerámica antropoide. Los artículos de bronce suelen ser de estilo egipcio y consisten en cuencos, jarras, cuchillos y, en un caso, un juego de vino. El juego de vino consistía en una jarra de bronce y un colador, y es uno de los pocos juegos completos que se han encontrado. En un rico ataúd de una mujer en Deir al-Balah se encontró un espejo de bronce de estilo Imperio Nuevo de Egipto. El bronce no fue el único artefacto metálico encontrado; en una de las tumbas de Tell el-Far'ah se encontró una de las piezas de hierro más antiguas del Levante mediterráneo.
Estos ataúdes de cerámica antropoide parecen haber estado asociados con individuos ricos y, por consiguiente, tienen un tesoro de pequeños y costosos artefactos. Dentro de los ataúdes se encontraron muchas cuentas de collares y brazaletes hechos de materiales caros. Las cuentas doradas en forma de palmetas y las flores de loto eran comunes y mostraban la incorporación de motivos artísticos egipcios y del Cercano Oriente, en las ofrendas funerarias. Muchas de las cuentas encontradas estaban hechas de una piedra semipreciosa, la cornalina. Otro interesante hallazgo asociado a uno de los ataúdes de Deir al-Balah fue una cuchara de maquillaje con forma de mujer buza. Este es un motivo común encontrado en el arte egipcio del periodo del Imperio Nuevo. Uno de los pequeños hallazgos más importantes en los ataúdes de todos los sitios en los que fueron encontrados son escarabeos. Los escarabeos con imágenes y los cartuchos de los faraones del Imperio Nuevo, incluido uno de Ramsés II, se han encontrado en el contexto de la mayoría de los ataúdes y sugieren que las personas enterradas en los ataúdes eran posiblemente funcionarios egipcios.

## Conclusión
La mayor parte de la información conocida sobre estas sepulturas se ha obtenido de los hallazgos,debido a la falta de evidencias escritas. Solo en dos ocasiones había textos escritos en las tumbas; el primero era una estela funeraria mal conservada que cubría una tumba en Deir al-Balah y el segundo, una tapa de ataúd de Laquis que tenía jeroglíficos mal escritos. Todavía hay algunos misterios asociados con estos entierros, uno de ellos son los conjuntos de piedra y bolitas de hueso que se encuentran dentro de muchos de los ataúdes. El uso de las bolitas aún no se ha descubierto. La mayor incógnita que aún rodea a estos ataúdes, y que las ofrendas han ayudado a desentrañar, es para quiénes fueron hechos los ataúdes. Los eruditos han sugerido que eran para egipcios, cananeos que imitaban a los egipcios y filisteos. A partir de las fechas asociadas a los hallazgos, parece que los ataúdes se originaron con los egipcios y la influencia egipcia en Canaán y fueron adoptados por los filisteos más tarde.